# Tarnos
Tarnos település Franciaországban, Landes megyében. Lakosainak száma 12 900 fő (2022. január 1.). Tarnos Ondres, Saint-Martin-de-Seignanx, Anglet, Bayonne, Boucau és Lahonce községekkel határos.

## Népesség
A település népessége az elmúlt években az alábbi módon változott:
| Lakosok száma | 5054 | 8219 | 9099 | 11 413 | 12 269 | 12 387 | 12 264 | 12 634 | 12 914 | 12 900 |
|               | 1968 | 1982 | 1990 | 2006   | 2013   | 2015   | 2017   | 2019   | 2020   | 2022   |